# Edifici Winterthur
L'edifici Winterthur, també conegut com la casa de les celles per la forma dels seus finestrals coberts amb una mena de para-sols en forma de celles, és un edifici d'oficines reconvertit en habitatges a la plaça de Francesc Macià de Barcelona.

## Història i descripció
Fou projectat per l'arquitecte suís Marc-Joseph Saugey per a la companyia d'assegurances Winterthur i inaugurat el 1969.
El 2003, Winterthur el va vendre a Reig Capital, i el 2014 pertanyia a la gestora de fons Squircle Capital, que el va destinar a habitatges de luxe segons el projecte de l'arquitecte brasiler Marcio Kogan. Amb nou pisos i una alçada de 39,30 m, cada planta conforma un únic habitatge d'entre 500 i 600 m², amb serveis comuns com la piscina o el gimnàs.